# Tanzac
Tanzac est une commune du sud-ouest de la France, située dans le département de la Charente-Maritime (région Nouvelle-Aquitaine).
Ses habitants sont appelés les Tanzacais et les Tanzacaises.
La commune de Tanzac fait partie de la région naturelle de la Saintonge romane qui regroupe 70 communes.

## Géographie

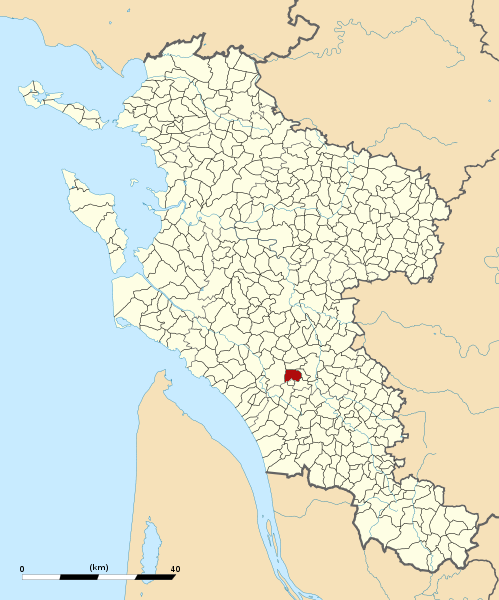
Localisation de Tanzac en Charente-Maritime.

La commune de Tanzac se situe dans le centre du département de la Charente-Maritime, en région Nouvelle-Aquitaine, dans l'ancienne province de Saintonge. Appartenant au midi de la France — on parle plus précisément de « midi atlantique », au cœur de l'arc atlantique, elle est partie intégrante du Grand Sud-Ouest français, et est parfois également incluse dans un Grand Ouest aux contours plus flous.

### Lieux-dits et hameaux
L'essentiel de la population se concentre dans le bourg de Tanzac au centre du territoire de la commune. À l'est du bourg au bord de la D 125 sont situés les lieux-dits de Bellevue, du Maine-Augémon et de Chez Noly . À l'ouest du bourg les lieux-dits Chez Thiboire puis du Maine-Fleuret.

### Axes de communication
La commune est traversée par l'autoroute A10 à l'est puis par la D 732 qui relie Cozes à Cognac part le nord de la commune. Elle est aussi traversée par la D  125 qui part de Saint-Fort-sur-Gironde pour déboucher sur la D 732, le bourg de Tanzac et divisé en deux parties par la D 248E qui relie la voie rapide D 732 à la D 125.

### Communes limitrophes
|               | Jazennes |                           |
| Gémozac       | Tanzac   | Mazerolles                |
| Champagnolles | Givrezac | Saint-Quantin-de-Rançanne |

## Urbanisme

### Typologie
Au 1er janvier 2024, Tanzac est catégorisée commune rurale à habitat dispersé, selon la nouvelle grille communale de densité à 7 niveaux définie par l'Insee en 2022.
Elle est située hors unité urbaine et hors attraction des villes,.

### Occupation des sols
L'occupation des sols de la commune, telle qu'elle ressort de la base de données européenne d’occupation biophysique des sols Corine Land Cover (CLC), est marquée par l'importance des territoires agricoles (87,2 % en 2018), une proportion identique à celle de 1990 (87,2 %). La répartition détaillée en 2018 est la suivante : 
terres arables (36,8 %), cultures permanentes (31,4 %), zones agricoles hétérogènes (19,1 %), forêts (12,8 %). L'évolution de l’occupation des sols de la commune et de ses infrastructures peut être observée sur les différentes représentations cartographiques du territoire : la carte de Cassini (XVIIIe siècle), la carte d'état-major (1820-1866) et les cartes ou photos aériennes de l'IGN pour la période actuelle (1950 à aujourd'hui).

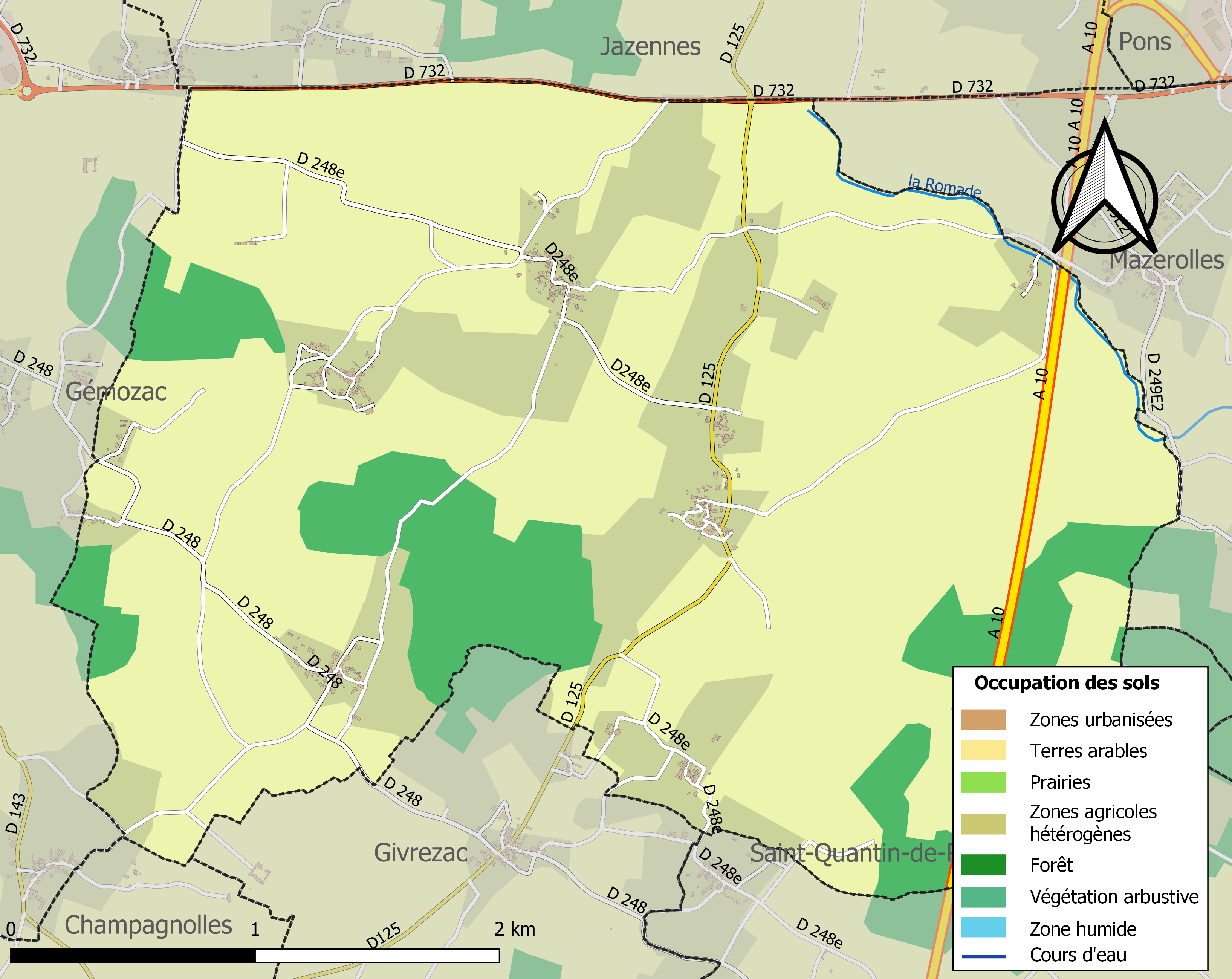
Carte des infrastructures et de l'occupation des sols de la commune en 2018 (CLC).

### Risques majeurs
Le territoire de la commune de Tanzac est vulnérable à différents aléas naturels : météorologiques (tempête, orage, neige, grand froid, canicule ou sécheresse), inondations, mouvements de terrains et séisme (sismicité faible). Il est également exposé à un risque technologique,  le transport de matières dangereuses. Un site publié par le BRGM permet d'évaluer simplement et rapidement les risques d'un bien localisé soit par son adresse soit par le numéro de sa parcelle.

#### Risques naturels
Certaines parties du territoire communal sont susceptibles d’être affectées par le risque d’inondation par débordement de cours d'eau. La commune a été reconnue en état de catastrophe naturelle au titre des dommages causés par les inondations et coulées de boue survenues en 1982, 1993, 1999 et 2010,.

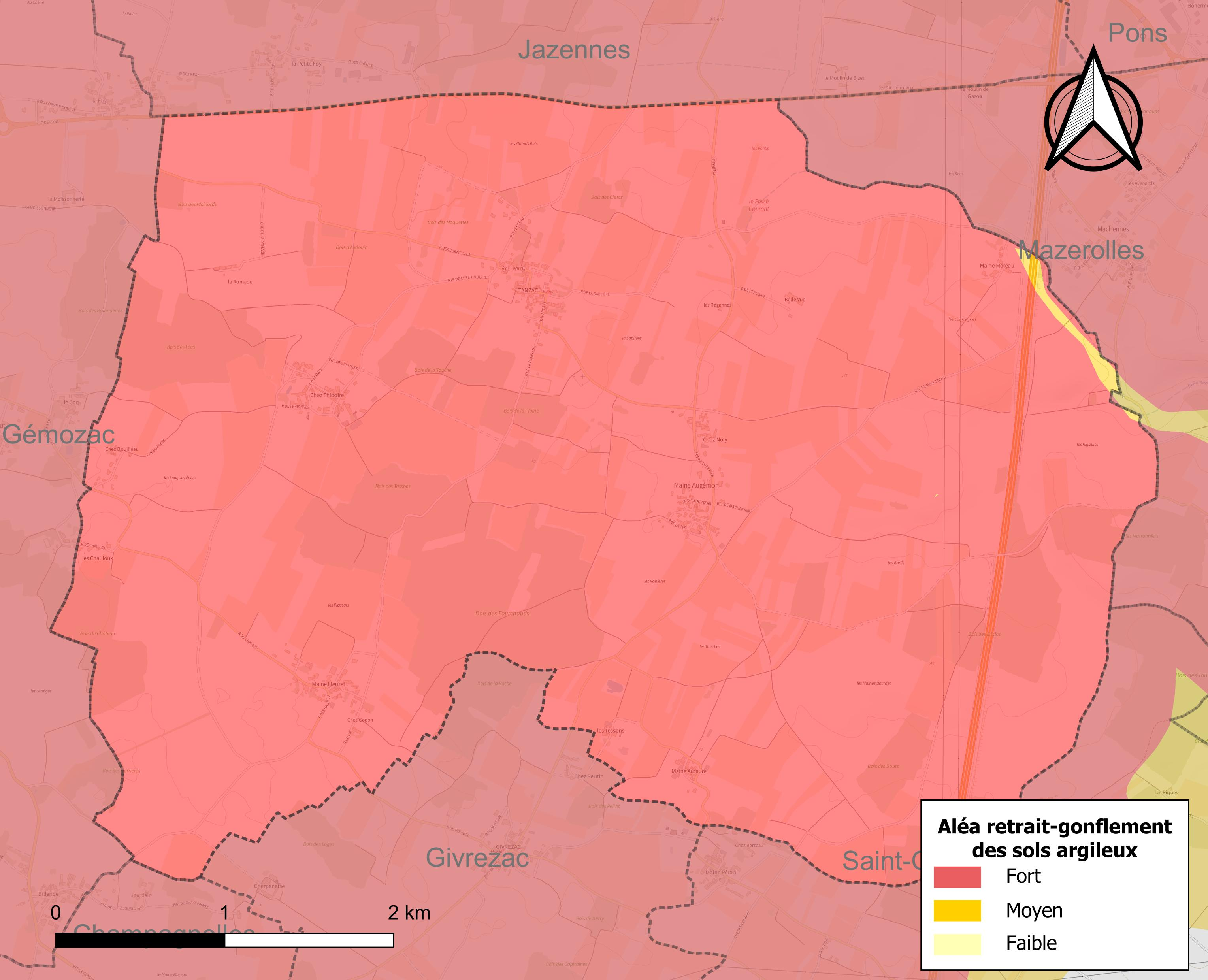
Carte des zones d'aléa retrait-gonflement des sols argileux de Tanzac.

Les mouvements de terrains susceptibles de se produire sur la commune sont des tassements différentiels.
Le retrait-gonflement des sols argileux est susceptible d'engendrer des dommages importants aux bâtiments en cas d’alternance de périodes de sécheresse et de pluie. La totalité de la commune est en aléa moyen ou fort (54,2 % au niveau départemental et 48,5 % au niveau national). Sur les 162 bâtiments dénombrés sur la commune en 2019,  162 sont en aléa moyen ou fort, soit 100 %, à comparer aux 57 % au niveau départemental et 54 % au niveau national. Une cartographie de l'exposition du territoire national au retrait gonflement des sols argileux est disponible sur le site du BRGM,.
Par ailleurs, afin de mieux appréhender le risque d’affaissement de terrain, l'inventaire national des cavités souterraines permet de localiser celles situées sur la commune.
Concernant les mouvements de terrains, la commune a été reconnue en état de catastrophe naturelle au titre des dommages causés par la sécheresse en 2003, 2005 et 2011 et par des mouvements de terrain en 1999 et 2010.

#### Risques technologiques
Le risque de transport de matières dangereuses sur la commune est lié à sa traversée par une ou des infrastructures routières ou ferroviaires importantes ou la présence d'une canalisation de transport d'hydrocarbures. Un accident se produisant sur de telles infrastructures est susceptible d’avoir des effets graves sur les biens, les personnes ou l'environnement, selon la nature du matériau transporté. Des dispositions d’urbanisme peuvent être préconisées en conséquence.

## Toponymie
Le nom de la commune provient de l'anthroponyme gallo-romain Tanicius, auquel a été apposé le suffixe -acum, donnant le toponyme de Taniciacum qui a évolué en Tanzac.
On trouve, dans la commune les villages et lieux-dits suivants : le bourg, Maine Moreau, Maine Augémon, Maine Fleuret, Maine Aufaure, les Chailloux, les Tessons, Chez Noly, Chez Thiboire.

## Histoire
L'histoire de Tanzac reste méconnue. Le bourg est organisé autour de l'église romane Saint-Saturnin qui n'était, encore au XIIe siècle, qu'une petite église dépourvue de transept. En 1958 l'église est classée monument historique.

## Administration

### Liste des maires
| Période                                  | Période  | Identité    | Étiquette | Qualité              |
| ---------------------------------------- | -------- | ----------- | --------- | -------------------- |
| 1995                                     | en cours | Michel Vias | DVD       | Agriculteur retraité |
| Les données manquantes sont à compléter. |          |             |           |                      |

### Région
À la suite de la mise en application de la réforme administrative de 2014 ramenant le nombre de régions de France métropolitaine de 22 à 13, la commune appartient depuis le 1er janvier 2016 à la région Nouvelle-Aquitaine, dont la capitale est Bordeaux. De 1972 au 31 décembre 2015, elle a appartenu à la région Poitou-Charentes, dont le chef-lieu était Poitiers.

## Démographie

### Évolution démographique
L'évolution du nombre d'habitants est connue à travers les recensements de la population effectués dans la commune depuis 1793. Pour les communes de moins de 10 000 habitants, une enquête de recensement portant sur toute la population est réalisée tous les cinq ans, les populations de référence des années intermédiaires étant quant à elles estimées par interpolation ou extrapolation. Pour la commune, le premier recensement exhaustif entrant dans le cadre du nouveau dispositif a été réalisé en 2005.

En 2022, la commune comptait 296 habitants, en évolution de −6,33 % par rapport à 2016 (Charente-Maritime : +4,04 %, France hors Mayotte : +2,11 %).
| 1793 | 1800 | 1806 | 1821 | 1831 | 1836 | 1841 | 1846 | 1851 |
| ---- | ---- | ---- | ---- | ---- | ---- | ---- | ---- | ---- |
| 550  | 568  | 508  | 545  | 553  | 516  | 518  | 536  | 521  |

| 1856 | 1861 | 1866 | 1872 | 1876 | 1881 | 1886 | 1891 | 1896 |
| ---- | ---- | ---- | ---- | ---- | ---- | ---- | ---- | ---- |
| 478  | 475  | 464  | 397  | 402  | 401  | 357  | 343  | 312  |

| 1901 | 1906 | 1911 | 1921 | 1926 | 1931 | 1936 | 1946 | 1954 |
| ---- | ---- | ---- | ---- | ---- | ---- | ---- | ---- | ---- |
| 323  | 323  | 304  | 309  | 279  | 293  | 280  | 252  | 264  |

| 1962 | 1968 | 1975 | 1982 | 1990 | 1999 | 2005 | 2006 | 2010 |
| ---- | ---- | ---- | ---- | ---- | ---- | ---- | ---- | ---- |
| 302  | 288  | 262  | 248  | 230  | 251  | 252  | 256  | 303  |

| 2015 | 2020 | 2022 | - | - | - | - | - | - |
| ---- | ---- | ---- | - | - | - | - | - | - |
| 311  | 299  | 296  | - | - | - | - | - | - |

## Lieux et monuments

### L'église Saint-Saturnin

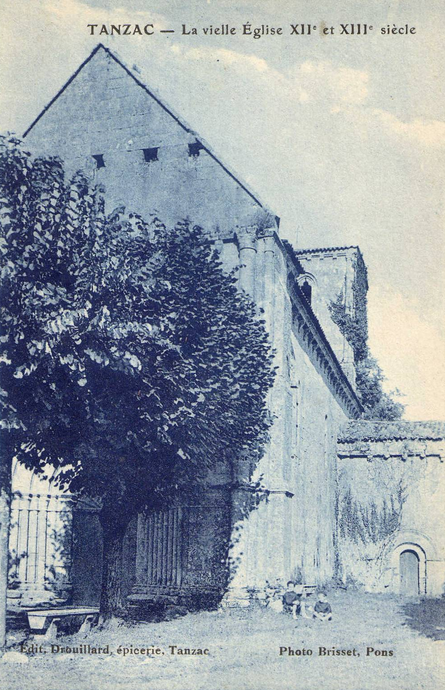
L'église Saint-Saturnin.

L’église Saint-Saturnin fut longtemps fermée à cause de l'état de délabrement de la croisée et des absidioles de l'église, et ne fut rouverte qu'en 1989 après restauration. Le transept de l'église date du XIIe siècle. Dans l'absidiole sud une peinture de la fin du XIIe siècle représente le Christ en gloire puis dans l'absidiole nord un autel-tabernacle. Dans la nef une chaire en pierre du XVIIIe siècle meuble l’église.

### Le monument aux morts
Le monument aux morts de Tanzac se trouve à gauche du portail de l'église Saint-Saturnin. Sur le petit obélisque est inscrit 1920, date à laquelle il a été construit. Dessous se trouve la plaque où sont recensés 18 noms. Un nom en 1914, neuf noms en 1916, trois en 1917 et cinq en 1918.

### Mottes féodales
Sous la motte féodale, située au lieu-dit Chez Chailloux, il y a un souterrain dont les salles seraient effondrées. La motte qui est associée à une vaste basse-cour quadrangulaire que délimite un fossé, montre des vestiges de constructions en pierre. M.-P. Baudry signale sur le territoire communal une autre motte, la motte de Fourchaud, à laquelle un souterrain serait également associé.

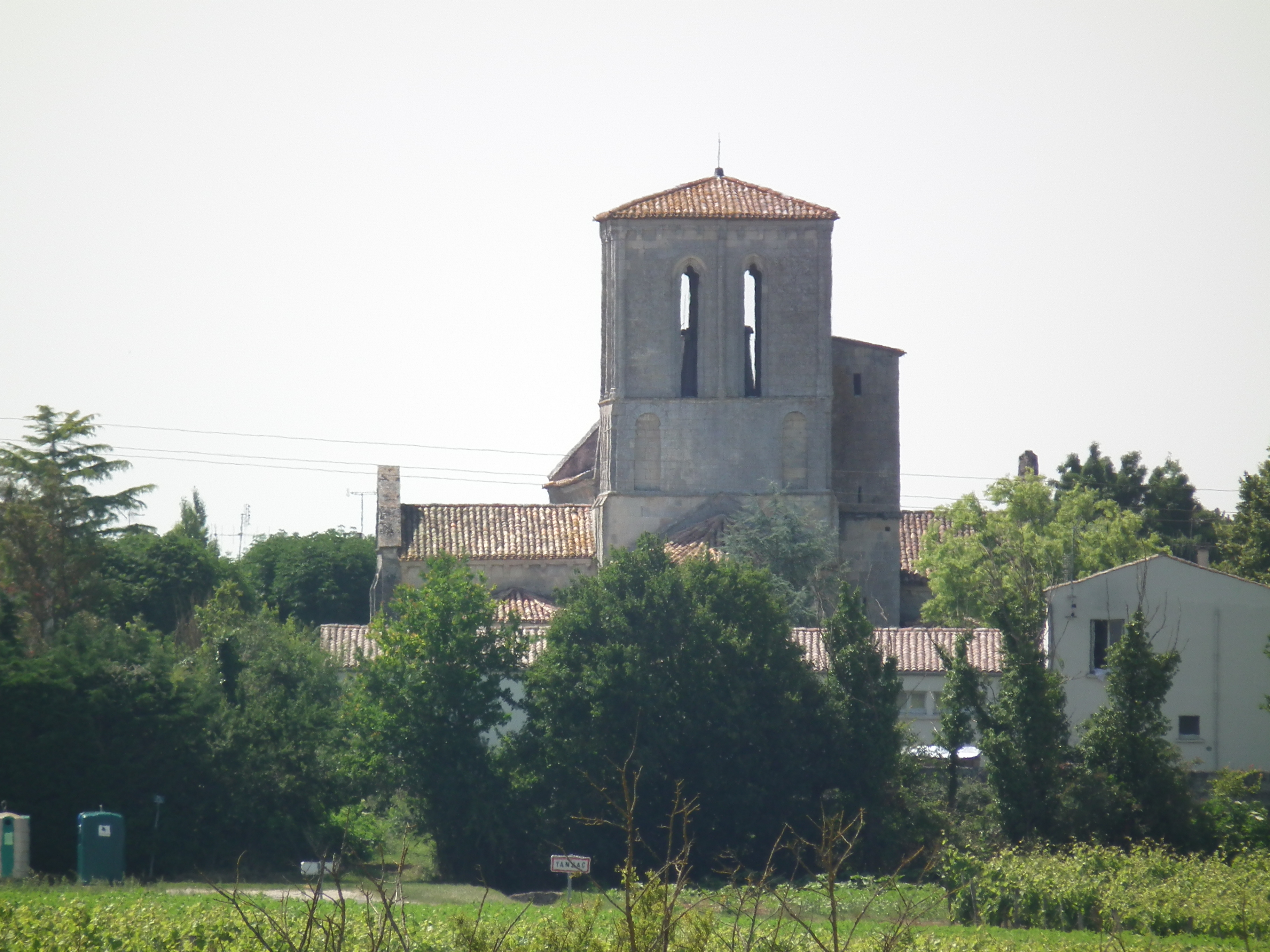
L’imposant clocher de l'église domine le village.
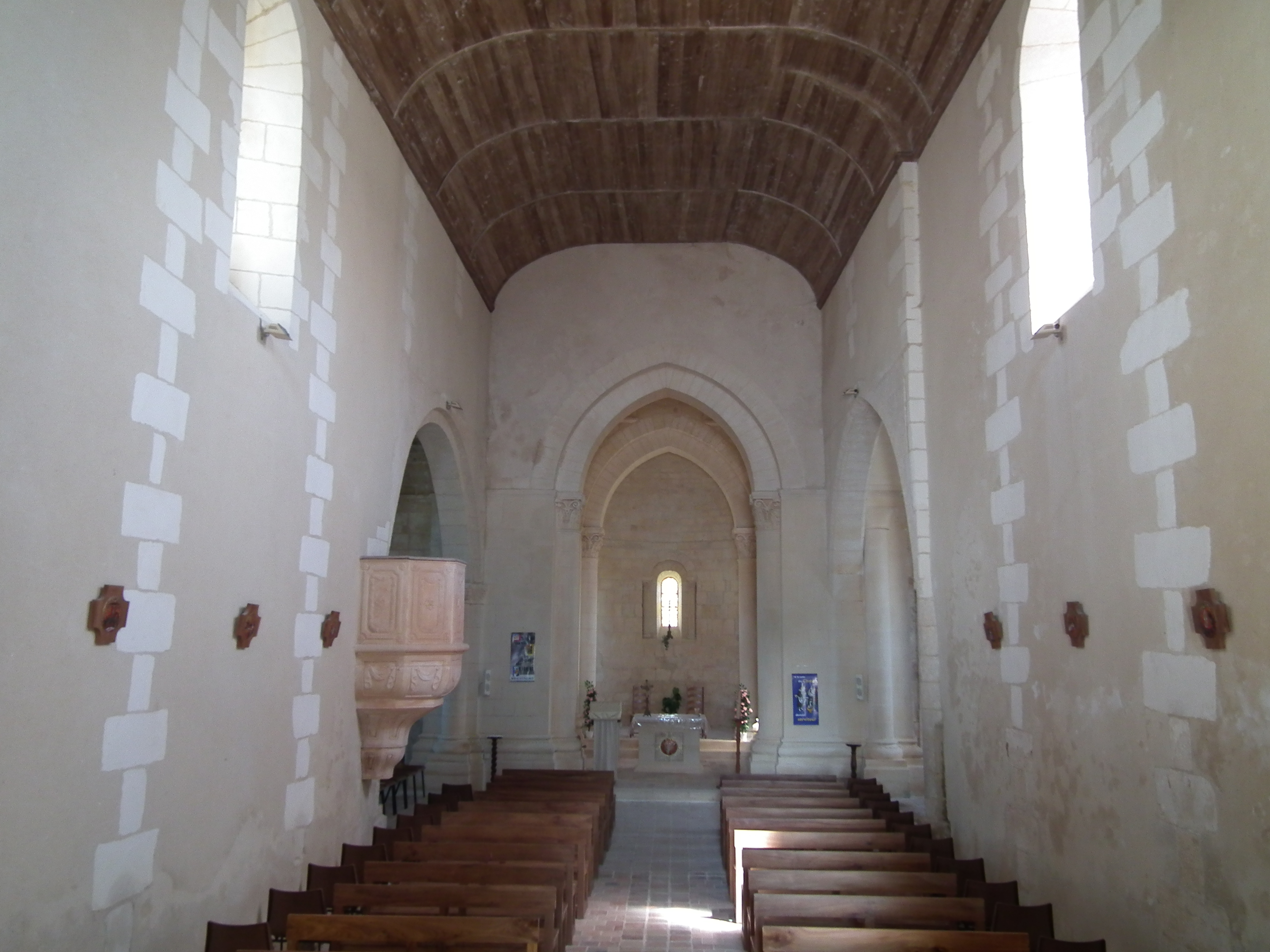
L'intérieur de l'église Saint-Saturnin.

## Culture

### Langue saintongeaise

Aire linguistique du Saintongeais.

La commune est située dans l'aire linguistique du saintongeais, un dialecte faisant partie de la famille des langues d’oïl, branche des langues romanes, qui comprend également le français, l’angevin le picard et le poitevin avec lequel il est souvent regroupé dans un domaine plus vaste, le poitevin-saintongeais.
Le saintongeais  (saintonjhais) est la langue vernaculaire parlée dans les anciennes provinces d'Aunis, Saintonge et Angoumois. On l’appelle aussi le charentais ou encore le patois charentais. Les locuteurs sont dits patoisants.
Le saintongeais a fortement influencé l’acadien et en conséquence, par ricochet, le cadien ; quant au québécois, il a été influencé par les parlers tels que le normand, le francien et le saintongeais.
La langue saintongeaise présente de nombreux traits communs avec des langues telles que le cadien ou l'acadien, ce qui s'explique par les origines saintongeaises d'une partie des émigrants vers la Nouvelle-France au XVIIe siècle.

### Gastronomie
La gastronomie saintongeaise est principalement axée sur trois types de produits : les produits de la terre, les produits de la mer et les produits de la vigne.

Zone de production du cognac et du pineau.

Les préparations à base de viande de porc occupent une place prépondérante dans la cuisine régionale : ainsi des gratons ou des grillons, sortes de rillettes à base de viandes rissolées et confites dans leur graisse, du gigorit (ou gigourit), un civet mêlant sang, gorge, foie et oignons, ou de la sauce de pire, à base de fressure, d'oignons et de vin blanc de pays.
La cuisine saintongeaise intègre tout naturellement de nombreuses recettes à base de cagouilles , le nom local de l'escargot petit-gris. Animal tutélaire de la Saintonge, il est notamment cuisiné à la charentaise, c'est-à-dire cuit dans un court-bouillon agrémenté de vin blanc, d'ail et de mie de pain.
Les desserts traditionnels sont issus de la cuisine paysanne : millas (gâteau à la farine de maïs, qu'on retrouve dans une grande partie du Sud-Ouest de la France), galette charentaise, au beurre de Charentes-Poitou, ou encore merveilles (beignets).
Les vignes de la région servent à la confection d'eaux-de-vie réputées, telles que le pineau des Charentes et plus encore, le cognac.